# Guarenas (paroisse civile)
Pour les articles homonymes, voir Guarenas.
Guarenas est l'unique paroisse civile de la municipalité de Plaza dans l'État de Miranda au Venezuela. Sa capitale est Guarenas. En 2011, sa population s'élève à 209 987 habitants.

## Géographie

### Démographie
Hormis sa capitale Guarenas, la paroisse civile possède plusieurs localités et quartiers :
- Agua Dulce
- Campo Allegre
- El Cercado
- El Tamarindo
- Guarenas
  - Casarapa
  - Ciudad Industrial del Este
  - La Guairita
  - Los Naranjos
  - La Vaquera
- Izcaragua
- La Mina
- Mampote
- Ochoa
- Pajarito
- Urbanización Santiago de León